# Gregor Braun
Gregor Braun (Neustadt an der Weinstraße, 31 dicembre 1955) è un ex pistard, ciclista su strada e dirigente sportivo tedesco.
Tra i dilettanti vinse, in rappresentanza della Germania Ovest, due medaglie d'oro ai Giochi di Montréal 1976, nell'inseguimento individuale e a squadre, e un titolo mondiale nell'inseguimento a squadre. Professionista tra il 1977 ed il 1989, su strada vinse una tappa al Giro d'Italia, un Gran Premio di Francoforte e una Tre Valli Varesine, mentre su pista fece suoi due titoli mondiali nell'inseguimento individuale e undici Sei giorni.

## Carriera
Alternò per tutto il corso della carriera l'attività su strada e su pista, nella specialità dell'inseguimento, ove ottenne i principali risultati. Da dilettante fu campione nazionale nell'inseguimento individuale e mondiale in quello a squadre nel 1975 in quartetto con Hans Lutz, Günther Schumacher e Peter Vonhof. L'anno successivo lo vide campione nazionale nell'inseguimento individuale e olimpico a Montréal sia nella prova individuale che in quella a squadre in quartetto con gli stessi Lutz, Schumacher e Vonhof; la doppietta olimpica gli valse il premio di Sportivo tedesco occidentale dell'anno.
Passato professionista nel 1977 con la francese Peugeot, alla prima stagione fu medaglia d'oro iridata nell'inseguimento individuale oltre ad imporsi in una tappa del Tour Méditerranéen. Nel 1978 fu campione europeo nell'americana, di nuovo campione mondiale nell'inseguimento individuale, e, su strada, campione nazionale, primo al Fran Premio di Francoforte e terzo al Giro delle Fiandre.
Nel 1979 si impose in due sei giorni su pista e nel Tour d'Indre-et-Loire, mentre nel 1980, al primo anno alla Sanson-Campagnolo di Francesco Moser vinse il titolo nazionale su strada, il Giro di Sardegna e il Giro di Germania (entrambe gare a tappe) e tre sei giorni. Nel 1981 in maglia Famcucine si aggiudicò la Milano-Vignola, la Tre Valli Varesine e tre sei giorni; a seguire, nel 1982, con la belga Capri Sonne vinse la Kuurne-Bruxelles-Kuurne e una tappa alla Tirreno-Adriatico, piazzandosi terzo alla Parigi-Roubaix.
Nel 1983, di nuovo in Italia con la Vivì-Benotto, fu campione nazionale su strada, oltre a vincere il Giro di Sardegna, una frazione al Giro d'Italia (quella con arrivo a Savona) e la Sei giorni di Brema. Negli ultimi anni di carriera vinse la Sei giorni di Stoccarda nel 1984, il prologo della Setmana Catalana nel 1987 e fu bronzo mondiale di inseguimento nel 1985. Si ritirò dall'attività nel 1989.

## Palmarès

### Pista
- 1975

Campionati tedeschi, inseguimento individuale dilettanti
Campionati del mondo, inseguimento a squadre (con Günther Schumacher, Peter Vonhof e Hans Lutz)
- 1976

Campionati tedeschi, inseguimento individuale dilettanti
Giochi olimpici, inseguimento individuale
Giochi olimpici, inseguimento a squadre (con Günther Schumacher, Peter Vonhof e Hans Lutz)
- 1977

Campionati del mondo, inseguimento individuale
- 1978

Campionati del mondo, inseguimento individuale
Sei giorni di Monaco di Baviera (con Patrick Sercu)
Campionati europei, americana (con Patrick Sercu)
- 1979

Sei giorni di Colonia (con Patrick Sercu)
Sei giorni di Francoforte sul Meno (con René Pijnen)
- 1980

Sei giorni di Berlino (con Patrick Sercu)
Sei giorni di Dortmund (con Patrick Sercu)
Sei giorni di Francoforte sul Meno (con René Pijnen)
- 1981

Sei giorni di Brema (con René Pijnen)
Sei giorni di Berlino (con Dietrich Thurau)
Sei giorni di Francoforte sul Meno (con Dietrich Thurau)
- 1983

Sei giorni di Brema (con René Pijnen)
- 1984

Sei giorni di Stoccarda (con Gert Frank)

### Strada
- 1977 (Peugeot, una vittoria)

2ª tappa, 1ª semitappa Tour Méditerranéen (La Penne > Hyères)
- 1978 (Peugeot, quattro vittorie)

Prologo Tour Méditerranéen (Antibes > Antibes, cronometro)
3ª tappa Giro del Belgio (Mol > Kelmis)
Campionati tedeschi, individuale in linea
Rund um der Henninger Turm
- 1979 (Peugeot, tre vittorie)

4ª tappa Tour Méditerranéen (Hyères > Saint-Raphaël)
2ª tappa, 1ª semitappa Tour d'Indre-et-Loire (Chinon > Chinon) (cronometro individuale)
Classifica generale Tour d'Indre-et-Loire
- 1980 (Sanson, cinque vittorie)

2ª tappa, 2ª semitappa Giro di Sardegna (Santa Teresa di Gallura > Marmorata, cronometro)
Classifica generale Giro di Sardegna
5ª tappa Tirreno-Adriatico (San Benedetto del Tronto, cronometro)
Campionati tedeschi, individuale in linea
Classifica generale Giro di Germania
- 1981 (Famcucine, tre vittorie)

Flèche Hesbignonne-Cras Avernas
Milano-Vignola
Tre Valli Varesine
- 1982 (Capri Sonne, due vittorie)

Kuurne-Bruxelles-Kuurne
5ª tappa Tirreno-Adriatico (Grottammare > San Benedetto del Tronto)
- 1983 (Vivi-Benotto, quattro vittorie)

Classifica generale Giro di Sardegna
14ª tappa Giro d'Italia (Parma > Savona)
Campionati tedeschi, individuale in linea
Classifica generale Coca-Cola Trophy
- 1987 (ADR, una vittoria)

Prologo Setmana Catalana (Parets del Vallès > Parets del Vallès, cronometro)

#### Altri successi
- 1977 (Peugeot)

Nacht von Hannover
- 1978 (Peugeot)

Criterium di Sindelfingen
- 1979 (Peugeot)

Criterium di Baden-Baden
Criterium di Gammertingen
- 1980 (Sanson)

Ronde d'Aix-en-Provence
Circuito di Cecina
Criterium di Amburgo
Criterium di Sindelfingen
Criterium di Stoccarda
- 1981 (Famcucine)

Circuito di Cecina
Criterium di Solingen
Criterium di Stoccarda
- 1982 (Capri Sonne)

Criterium di Helden-Panningen
Criterium di Schaan
- 1983 (Vivi-Benotto)

Criterium di Colonia
Criterium di Monaco di Baviera
Criterium di Sindelfingen
- 1984 (La Redoute)

Criterium di Ulm
- 1985 (Ariostea)

Criterium di Gevelsberg

## Piazzamenti

### Grandi Giri
- Giro d'Italia

1979: 39º
1980: 22º
1981: fuori tempo massimo (8ª tappa)
1983: 76º
1985: 127º
1986: ritirato (11ª tappa)
- Tour de France

1982: ritirato (7ª tappa)
- Vuelta a España

1987: ritirato (6ª tappa)

### Classiche monumento
- Milano-Sanremo

1979: 75º
1980: 24º
1981: ritirato
1982: 26º
1983: 56º
- Giro delle Fiandre

1978: 3º
1979: 31º
1981: 35º
1983: 26º
1984: 7º
- Parigi-Roubaix

1977: 38º
1978: 18º
1979: 45º
1981: 23º
1982: 3º
1984: 5º
- Liegi-Bastogne-Liegi

1978: 48º
- Giro di Lombardia

1977: 23º

### Competizioni mondiali
- Mondiali su strada

San Cristóbal 1977 - In linea Prof.: ritirato
Nürburgring 1978 - In linea Prof.: ritirato
Valkenburg 1979 - In linea Prof.: 12º
Sallanches 1980 - In linea Prof.: ritirato
Praga 1981 - In linea Prof.: 31º
Goodwood 1982 - In linea Prof.: 24º
Altenrhein 1983 - In linea Prof.: ritirato
- Mondiali su pista

Rocourt 1975 - Inseguimento a squadre: vincitore
San Cristóbal 1977 - Inseg. individuale Prof.: vincitore
Monaco di Baviera 1978 - Inseg. individuale Prof.: vincitore
Bassano del Grappa 1985 - Inseg. individuale Prof.: 3º
Colorado Springs 1986 - Inseg. individuale Prof.: 4º
- Giochi olimpici

Montréal 1976 - Inseguimento individuale: vincitore
Montréal 1976 - Inseguimento a squadre: vincitore

## Riconoscimenti
- Sportivo tedesco occidentale dell'anno nel 1976[1]